# 舒瓦瑟爾區
舒瓦瑟爾區是聖盧西亞的10個區之一，位於該國西南部，北鄰蘇弗里耶爾區，東毗拉博里區，南面和西面是加勒比海，面積31平方公里，2001年人口6,372，人口密度為每平方公里205人。

## 聚居地
- 舒瓦瑟爾